# Jeanette Morang
Jeanette Morang (12 de mayo de 1965) es una oficial naval neerlandesa que ostenta el rango de comodoro de la Armada Real de los Países Bajos.

## Biografía
Jeanette Morang nació el 12 de mayo de 1965 en los Países Bajos.
En 1986, Morang completó su formación como oficial naval en el Real Instituto Naval. De 1995 a 1997 fue oficial de defensa aérea en el HNLMS Witte de With y de 1997 a 1999 fue la comandante del HNLMS Alkmaar. De 1999 a 2003 fue jefa de inteligencia y operaciones de la Guardia Costera del Caribe, tras lo cual pasó a formar parte del personal en los Países Bajos. En 2006 fue primera oficial de la HNLMS De Zeven Provinciën, una fragata de mando y defensa aérea.
Morang es la primera mujer comandante de fragata en la Armada Real. El viernes 12 de enero de 2007, a la edad de 41 años, fue nombrada comandante de la fragata de mando y defensa aérea (LCF; Luchtverdedigings- en commandofregat) HNLMS De Ruyter. Asumió el mando del Capitán de la Armada Rob Bauer. Desempeñó este cargo hasta julio de 2009. Luego trabajó en el Estado Mayor del Comandante de las Fuerzas Navales en La Haya hasta que se convirtió en oficial de enlace con la OTAN en Bruselas en 2013.
En 2019, se convirtió en la primera mujer oficial de bandera de la Armada Real. Está adscrita al centro de mando marítimo de la OTAN en Northwood (Reino Unido).
En 2022 tuvo bajo su mando el Grupo Marítimo Permanente de la OTAN 1 (SNMG1), recibido de manos del español Javier Núñez de Prado Aparicio. Al mando de este grupo, Morang fue responsable de un altercado entre fuerzas OTAN y la Federación de Rusia con motivo de unas maniobras en el Mar Báltico en noviembre de 2022, primer año de la invasión rusa de Ucrania.
El 8 de enero de 2023, Alemania tomó el relevo a Países Bajos al frente del Grupo Marítimo Permanente de la OTAN, por lo que Morang fue sustituida al frente del mismo.